# یواس‌اس دوریس بی چهارم (اس‌پی-۶۲۵)
یواس‌اس دوریس بی چهارم (اس‌پی-۶۲۵) (به انگلیسی: USS Doris B. IV (SP-625)) یک کشتی بود که طول آن ۶۷ فوت (۲۰ متر) بود. این کشتی در سال ۱۹۱۷ ساخته شد.